# رالی ایتالیا ساردینیا ۲۰۲۱
رالی ایتالیا ساردینیا ۲۰۲۱ (همچنین به عنوان رالی دی‌ایتالیا ساردینیا ۲۰۲۱ نیز شناخته می‌شود) یک رویداد اتومبیل رانی برای خودروهای رالی بود که طی چهار روز بین ۳ و ۶ ژوئن ۲۰۲۱ برگزار شد. این رویداد هجدهمین دوره رالی ایتالیا ساردینیا را رقم زد. این رویداد همچنین پنجمین دور از مسابقات رالی قهرمانی جهان ۲۰۲۱، مسابقات رالی قهرمانی جهان ۲ و رالی قهرمانی جهان ۳ بود. این رویداد در منطقه البیا در ساردینیا در بیش از بیست مرحله ویژه برگزار شد که مجموعاً مسافت کلی ۳۰۳٫۱۰ کیلومتر (۱۸۸٫۳۴ مایل) را رانندگان طی کردند.